# Antonio Matteucci
Pour les articles homonymes, voir Matteucci.
Antonio Matteucci (né le 15 mars 1802 à Fermo, dans les Marches, alors dans les États pontificaux et mort le 9 juillet 1866 à Rome) est un cardinal italien du XIXe siècle.

## Biographie
Antonio Matteucci exerce diverses fonctions au sein de la curie romaine, notamment comme directeur général de la police et vice-camerlingue de la Sainte-Église. 
Le pape Pie IX le crée cardinal lors du consistoire du 22 juin 1866.

### Sources
- Fiche du cardinal Antonio Matteucci sur le site fiu.edu